# Sako menyegzője
A Sako menyegzője (Dasma e Sakos) 1998-ban magyar–albán koprodukcióban készült játékfilm. A filmet első ízben 1998 októberében Tiranában mutatták be, 1999-ben magyar filmszínházakban is játszották.

## Történet
|  | Alább a cselekmény részletei következnek! |

Sako egy öreg kúria kíméletlen urának, Alush bégnek és gyönyörű feleségének, Mukadeznek a szolgája. Már jócskán benne van az agglegénykorban, negyven körül jár, amikor menyegzőjére készül. Alush bég azonban kegyetlen tréfát űz vele: egy menyasszonyruhába öltöztetett férfit állít Sako mellé. E történet mentén bontakozik ki a három főszereplő drámája: a magtalansága okán dühödt Alush bég, a férjét gyűlölő és a jólelkű szolgát szerető Mukadez, valamint a megalázott Sako szenvedése, ezen keresztül az emberhez méltó élet utáni vágy emésztő pokla.

## Szereplők
- Ndricim  Xhepa
- Xhevdet  Feri
- Elvira  Diamanti
- Agim  Qirjaqi

## Külső hivatkozások
- FocusFilm Archiválva 2007. október 20-i dátummal a Wayback Machine-ben
- Sako menyegzője a PORT.hu-n (magyarul)
- imdb